# Roucourt (Nord)
Pour les articles homonymes, voir Roucourt.
Roucourt est une commune française située dans le département du Nord (59), en région Hauts-de-France. La Compagnie des mines d'Aniche y a ouvert la fosse Roucourt, mais celle-ci étant tombée dans des terrains stériles, elle n'a servi qu'à l'aérage de la fosse Saint René.

## Géographie
Le village est situé entre la ville de Lewarde à 2,5 km à l'est et celle de Cantin à 3 km à l'ouest, à celle d'Erchin au sud et celle de Guesnain au nord. Sur la route départementale 135.

### Communes limitrophes
|       | Guesnain | Lewarde |
| Dechy | Roucourt |         |
|       | Cantin   | Erchin  |

### Hydrographie
La commune est située dans le bassin Artois-Picardie. Elle n'est drainée par aucun cours d'eau,.

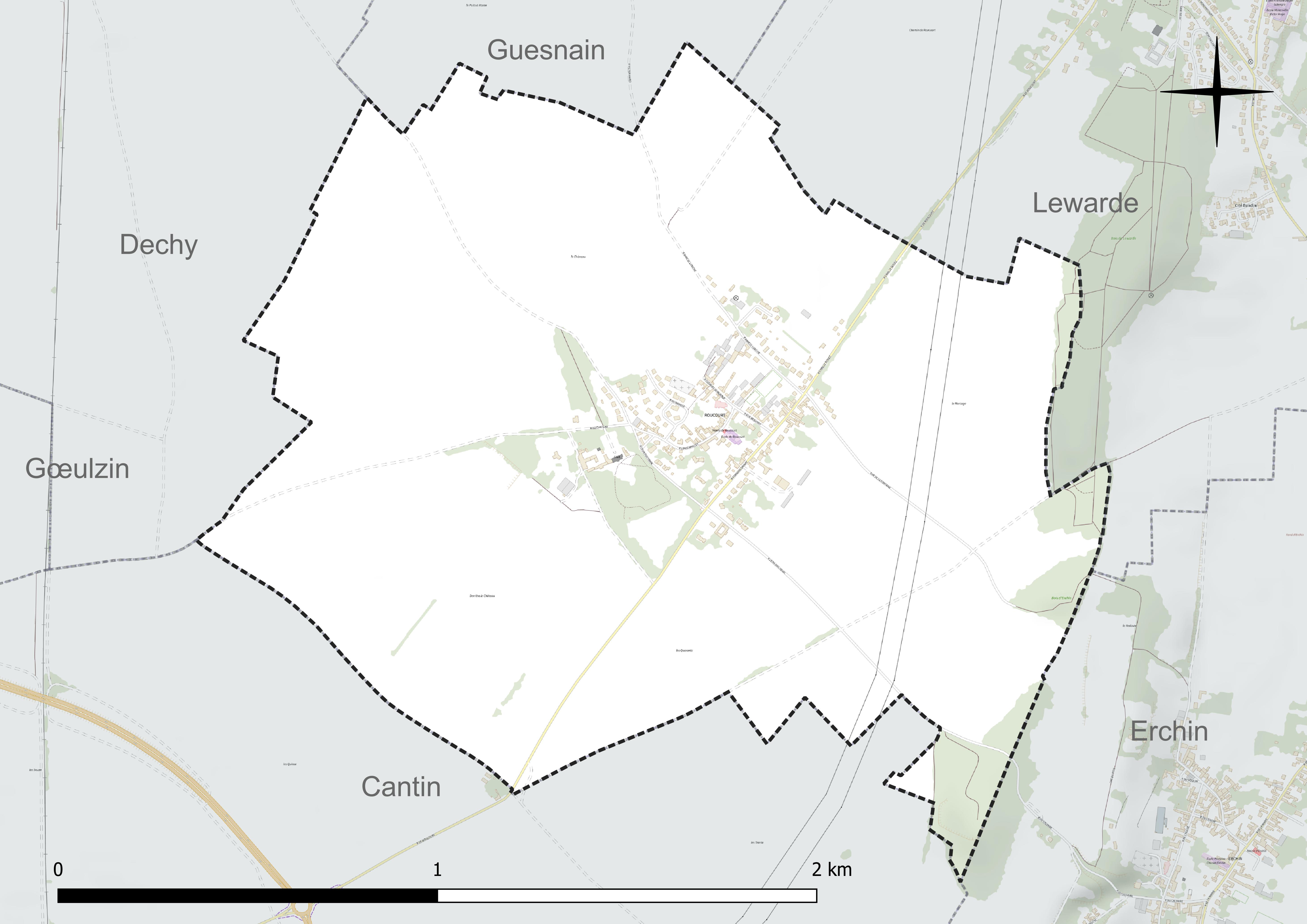
Réseau hydrographique de Roucourt.

### Climat
Pour des articles plus généraux, voir Climat des Hauts-de-France et Climat du Nord.
En 2010, le climat de la commune est de type climat océanique dégradé des plaines du Centre et du Nord, selon une étude du CNRS s'appuyant sur une série de données couvrant la période 1971-2000. En 2020, Météo-France publie une typologie des climats de la France métropolitaine dans laquelle la commune est exposée à un climat océanique et est dans la région climatique  Nord-est du bassin Parisien, caractérisée par un ensoleillement médiocre, une pluviométrie moyenne régulièrement répartie au cours de l'année et un hiver froid (3 °C).
Pour la période 1971-2000, la température annuelle moyenne est de 10,5 °C, avec une amplitude thermique annuelle de 14,7 °C. Le cumul annuel moyen de précipitations est de 696 mm, avec 12,1 jours de précipitations en janvier et 9 jours en juillet. Pour la période 1991-2020, la température moyenne annuelle observée sur la station météorologique la plus proche, située sur la commune de Douai à 7 km à vol d'oiseau, est de 11,0 °C et le cumul annuel moyen de précipitations est de 729,2 mm,. Pour l'avenir, les paramètres climatiques de la commune estimés pour 2050 selon différents scénarios d'émission de gaz à effet de serre sont consultables sur un site dédié publié par Météo-France en novembre 2022.

## Urbanisme

### Typologie
Au 1er janvier 2024, Roucourt est catégorisée commune rurale à habitat dispersé, selon la nouvelle grille communale de densité à sept niveaux définie par l'Insee en 2022.
Elle est située hors unité urbaine. Par ailleurs la commune fait partie de l'aire d'attraction de Douai, dont elle est une commune de la couronne,. Cette aire, qui regroupe 61 communes, est catégorisée dans les aires de 50 000 à moins de 200 000 habitants,.

### Occupation des sols
L'occupation des sols de la commune, telle qu'elle ressort de la base de données européenne d'occupation biophysique des sols Corine Land Cover (CLC), est marquée par l'importance des territoires agricoles (86,5 % en 2018), en diminution par rapport à 1990 (89,1 %). La répartition détaillée en 2018 est la suivante : 
terres arables (84,8 %), zones urbanisées (10,5 %), forêts (3 %), zones agricoles hétérogènes (1,7 %). L'évolution de l'occupation des sols de la commune et de ses infrastructures peut être observée sur les différentes représentations cartographiques du territoire : la carte de Cassini (XVIIIe siècle), la carte d'état-major (1820-1866) et les cartes ou photos aériennes de l'IGN pour la période actuelle (1950 à aujourd'hui).

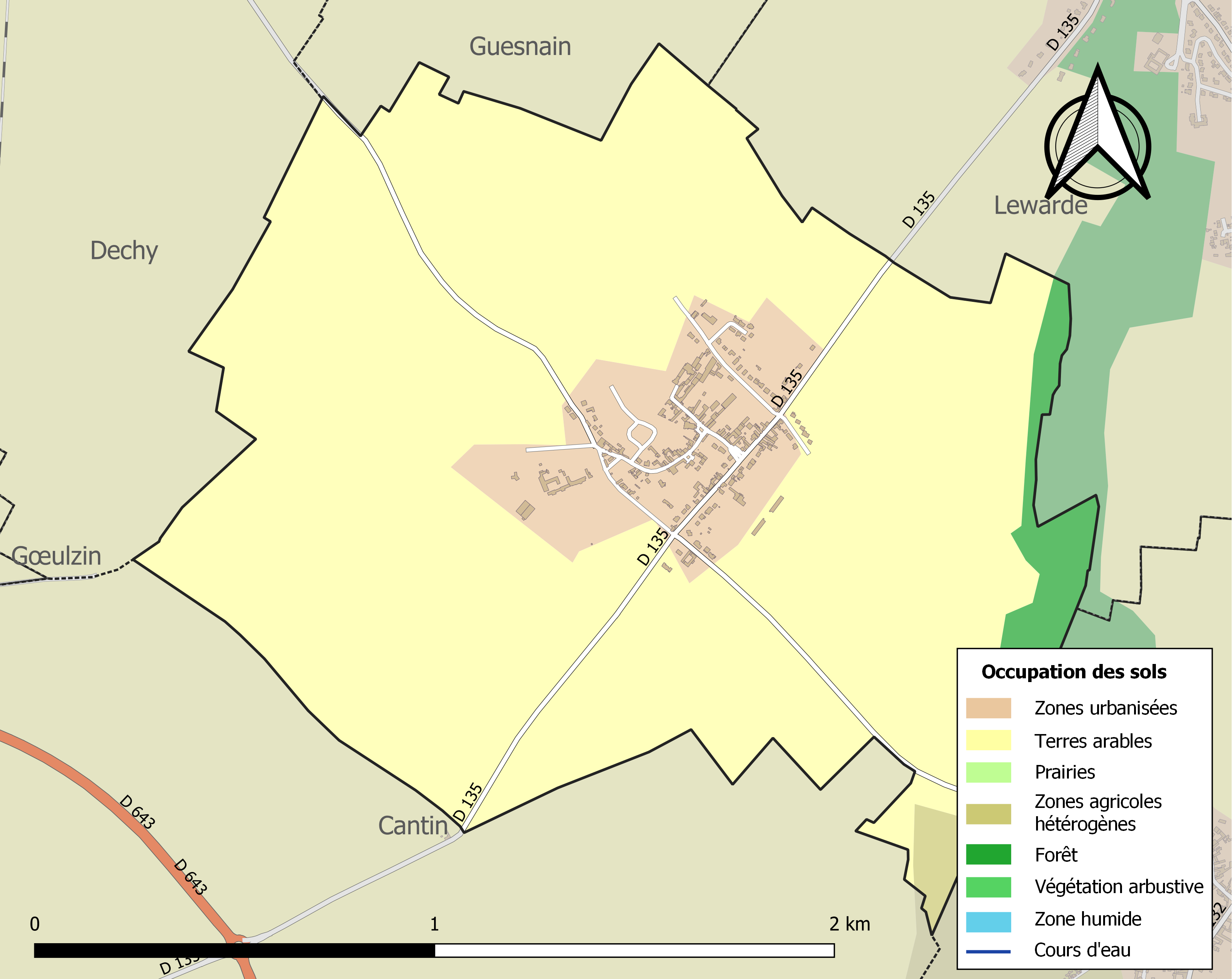
Carte des infrastructures et de l'occupation des sols de la commune en 2018 (CLC).

### Voies de communication et transports
La commune est desservie par la ligne 19 du réseau Évéole.

## Toponymie
Ruholcurt (1076, 1081, 1104), Roolcort (1163), Roecort (1169), Rulcurt (1184), Roucort (1187), Roocurt (1201), Rooucort (1207).
Roucourt, comme la localité homonyme en Belgique, viendrait d'un anthroponyme germanique, Hrōþiwulf (nom composé de hrōþi, « la renommée » et de wulfa, « le loup ») : Hrōþiwulfi curtis, la ferme de Hrōþiwulf.

## Histoire
De 1071 à 1191, l'Ostrevent est le lieu d'affrontement entre les comtés de Flandre et le Hainaut. La zone litigieuse correspond aux monts Saint-Rémi, sur lesquels sont campés des châteaux forts, comme celui de Roucourt parmi d'autres (Villers-au-Tertre, Cantin, etc.). Finalement le château est détruit, puis la paix venue, comme celui de Cantin, il servira au cours du XVe siècle de matières premières pour la construction des remparts de Douai.
Après 1815, lors de la défaite de la Bataille de Waterloo, les troupes danoises qui occupaient Masny et Lewarde, construisirent pour honorer la venue du Prince Frédéric de Hesse Cassel un obélisque, qui se situe dans le bois à la limite entre Roucourt et Lewarde.

### XXesiècle
Lors de Grande Guerre durant la bataille d'Arras et à la fin d'Avril sanglant en 1917, le Baron rouge et son cirque volant a séjourné au château, dont l'allée boisée servait de piste d'atterrissage. Le village a rendu hommage à ses enfants morts pour la France en baptisant certaines rues d'un des noms figurant sur le monument aux morts qui est situé sur la place de la commune à côté de l'église.

### XXIesiècle
Le parc éolien des Moulins est construit sur le finage de la commune ainsi que sur celui de Dechy et Cantin au second semestre de 2023.

## Héraldique
| Blason de Roucourt | Les armes de Roucourt se blasonnent ainsi : "Écartelé d'or et de gueules." |

## Politique et administration

### Tendances politiques et résultats

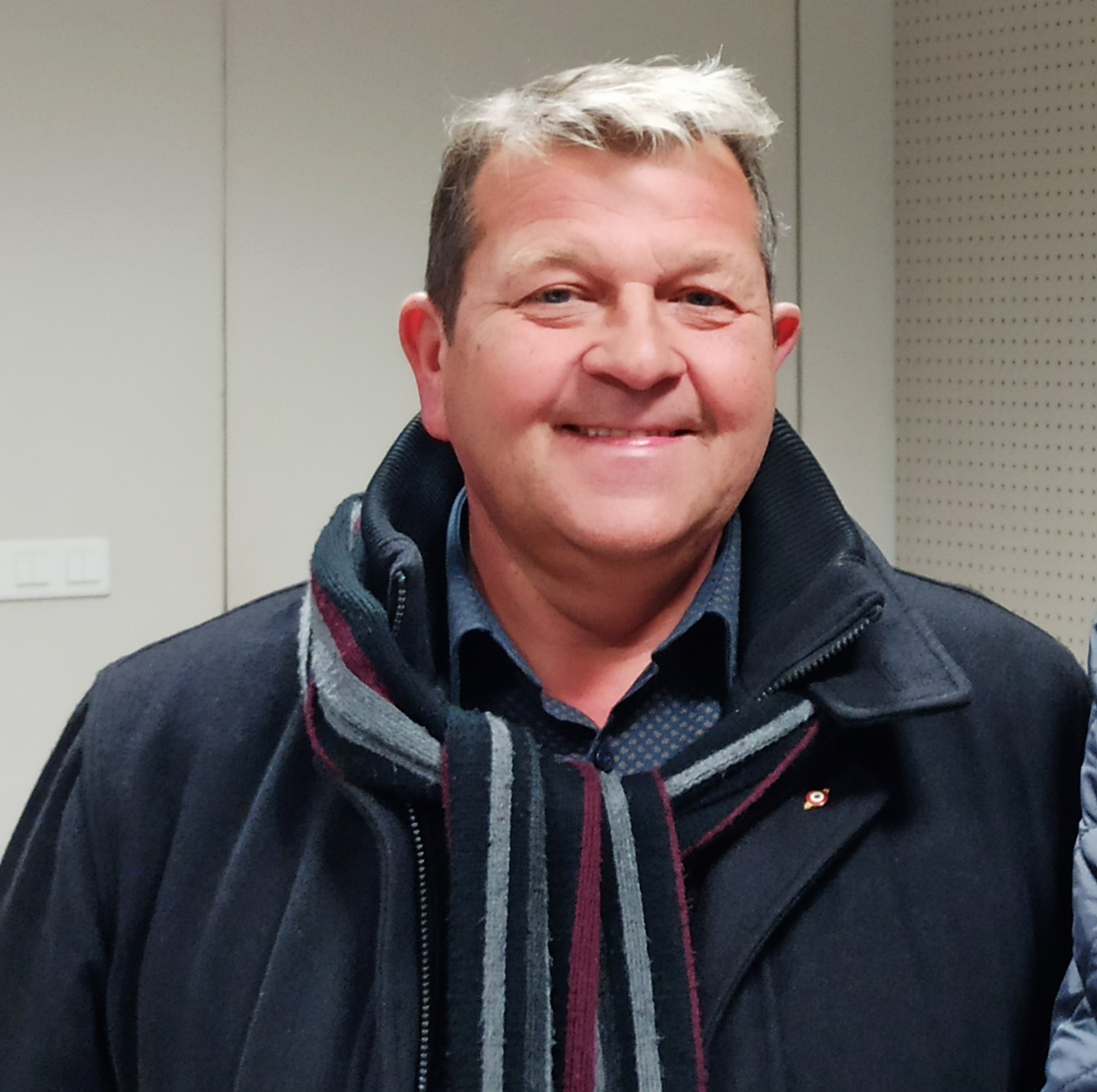
Pascal Georges, maire de Roucourt lors de l'assemblée général de la chasse à Lewarde, le 10 février 2023.

Lors du premier tour des élections municipales le 15 mars 2020, onze sièges sont à pourvoir ; on dénombre 383 inscrits, dont 291 votants (75,98 %), aucun vote blanc et 290 suffrages exprimés (99,66 %). Tous les sièges sont pourvus dès le premier tour, ce qui inclut celui du maire sortant Pascal George qui obtient 196 voix, dépassé d'une voix seulement par Grégory Haye,.

### Liste des maires
Maire de 1802 à 1807 : Rincheval,.

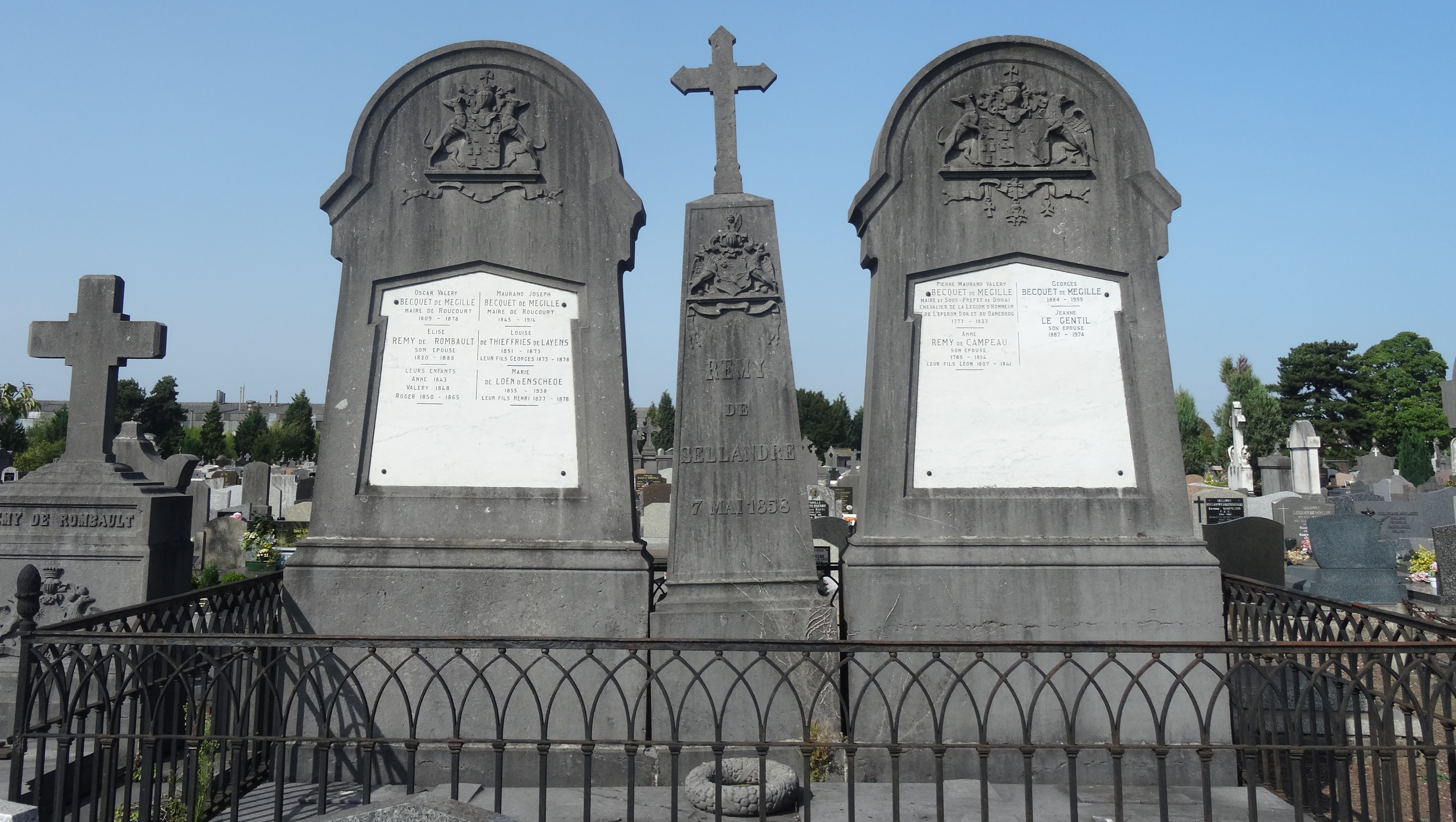
Tombe d'Oscar, Maurand et Georges Becquet de Mégille, ainsi que du patriarche Pierre, au cimetière de Douai.

Pierre-Maurand-Valéry-Joseph Becquet de Mégille, maire de Douai et sous-préfet, a eu pour fils Oscar, pour petit-fils Maurand et pour arrière-petit-fils Georges qui ont été maires de Roucourt. Tous sont inhumés au cimetière de Douai, dans une tombe familiale qui est sise sur le finage de Sin-le-Noble. Georges Becquet de Mégille devient officier de l'ordre de la Légion d'honneur par le décret du 22 octobre 1952 en sa qualité de maire de Roucourt, il était déjà, à un autre titre, chevalier depuis le 4 octobre 1940.
Le 4 juin 1990 a été inauguré près de l'église Saint-Amand le parc de loisirs Georges-Becquet-de-Mégille en l'honneur de celui qui a été maire de 1919 à 1959.
| Identité                                                           | Période   | Période   | Durée            | Étiquette   |
| Identité                                                           | Début     | Fin       | Durée            | Étiquette   |
| ------------------------------------------------------------------ | --------- | --------- | ---------------- | ----------- |
| Georges Becquet de Mégille (d) (16 février 1884 - 27 juillet 1959) | 1919      | 1959      | 40 ans           |             |
| Guy Becquet de Mégille (d) (né en années 1940)                     | juin 1995 | mars 2008 | 12 ans et 9 mois | indépendant |
| Thérèse Scherpereel-Musial (d)                                     | mars 2008 | mars 2014 | 6 ans            |             |
| Pascal George (d) (né le 1er décembre 1965)                        | mars 2014 | En cours  | 11 ans et 5 mois |             |
| Maurand Becquet de Mégille (d) (1845 - 1914)                       |           |           |                  |             |
| Oscar Becquet de Mégille (d) (1809 - 1878)                         |           |           |                  |             |

## Population et société

### Démographie

#### Évolution démographique
L'évolution du nombre d'habitants est connue à travers les recensements de la population effectués dans la commune depuis 1793. Pour les communes de moins de 10 000 habitants, une enquête de recensement portant sur toute la population est réalisée tous les cinq ans, les populations de référence des années intermédiaires étant quant à elles estimées par interpolation ou extrapolation. Pour la commune, le premier recensement exhaustif entrant dans le cadre du nouveau dispositif a été réalisé en 2008.

En 2022, la commune comptait 456 habitants, en évolution de +1,33 % par rapport à 2016 (Nord : +0,51 %, France hors Mayotte : +2,11 %).
| 1793 | 1800 | 1806 | 1821 | 1831 | 1836 | 1841 | 1846 | 1851 |
| ---- | ---- | ---- | ---- | ---- | ---- | ---- | ---- | ---- |
| 265  | 249  | 263  | 309  | 318  | 303  | 298  | 301  | 309  |

| 1856 | 1861 | 1866 | 1872 | 1876 | 1881 | 1886 | 1891 | 1896 |
| ---- | ---- | ---- | ---- | ---- | ---- | ---- | ---- | ---- |
| 294  | 286  | 301  | 278  | 310  | 308  | 322  | 325  | 331  |

| 1901 | 1906 | 1911 | 1921 | 1926 | 1931 | 1936 | 1946 | 1954 |
| ---- | ---- | ---- | ---- | ---- | ---- | ---- | ---- | ---- |
| 356  | 339  | 318  | 271  | 298  | 313  | 295  | 321  | 400  |

| 1962 | 1968 | 1975 | 1982 | 1990 | 1999 | 2006 | 2008 | 2013 |
| ---- | ---- | ---- | ---- | ---- | ---- | ---- | ---- | ---- |
| 336  | 308  | 292  | 297  | 335  | 369  | 374  | 375  | 444  |

| 2018 | 2022 | - | - | - | - | - | - | - |
| ---- | ---- | - | - | - | - | - | - | - |
| 457  | 456  | - | - | - | - | - | - | - |

#### Pyramide des âges
La population de la commune est relativement jeune.
En 2018, le taux de personnes d'un âge inférieur à 30 ans s'élève à 31,8 %, soit en dessous de la moyenne départementale (39,5 %). À l'inverse, le taux de personnes d'âge supérieur à 60 ans est de 26,1 % la même année, alors qu'il est de 22,5 % au niveau départemental.
En 2018, la commune comptait 239 hommes pour 218 femmes, soit un taux de 52,3 % d'hommes, largement supérieur au taux départemental (48,23 %).
Les pyramides des âges de la commune et du département s'établissent comme suit.
| Hommes | Classe d’âge | Femmes |
| ------ | ------------ | ------ |
| 0,0    | 90 ou +      | 0,5    |
| 3,8    | 75-89 ans    | 6,9    |
| 20,1   | 60-74 ans    | 21,1   |
| 20,9   | 45-59 ans    | 22,0   |
| 20,1   | 30-44 ans    | 21,6   |
| 11,3   | 15-29 ans    | 11,5   |
| 23,8   | 0-14 ans     | 16,5   |

| Hommes | Classe d’âge | Femmes |
| ------ | ------------ | ------ |
| 0,5    | 90 ou +      | 1,4    |
| 5,3    | 75-89 ans    | 8,1    |
| 14,8   | 60-74 ans    | 16,2   |
| 19,1   | 45-59 ans    | 18,4   |
| 19,5   | 30-44 ans    | 18,7   |
| 20,7   | 15-29 ans    | 19,1   |
| 20,2   | 0-14 ans     | 18     |

## Lieux et monuments

### Architecture
- Le Château de Roucourt, bâti en 1765 dans le style Louis XVI pour Jean François Bérenger, commissaire général des fontes de l'artillerie de France, remplace l'ancien château qui se trouvait plus au nord du village. Depuis 1790, le domaine appartient à la famille du Baron Becquet de Megille (alors maire de Douai) qui a continué à l'aménager : Le parc (inscrit sur la base Mérimée) qui l'entoure comprend un pavillon chinois, l'ancien pilori du village et le colombier. L'ensemble est désormais ouvert au public pour réceptions (mariage, séminaire, baptême...).
- Quelques fermes du XVIIIe siècle et du XIXe siècle présentent un caractère intéressant.
- L'église en brique date de 1883, elle est construite à l'emplacement de la précédente, mais son orientation diffère afin que l'entrée soit face à la place du village. Elle est dédiée à Saint Amand, bien que le saint patron du village soit Saint Druon auquel la confrérie de Saint Druon (présente avant 1750) rend hommage par une procession chaque lundi de Pentecôte.
- L'obélisque, situé au sud du bois de Lewarde.
- La chapelle Sainte-Anne et la chapelle de la Vierge-Immaculée.

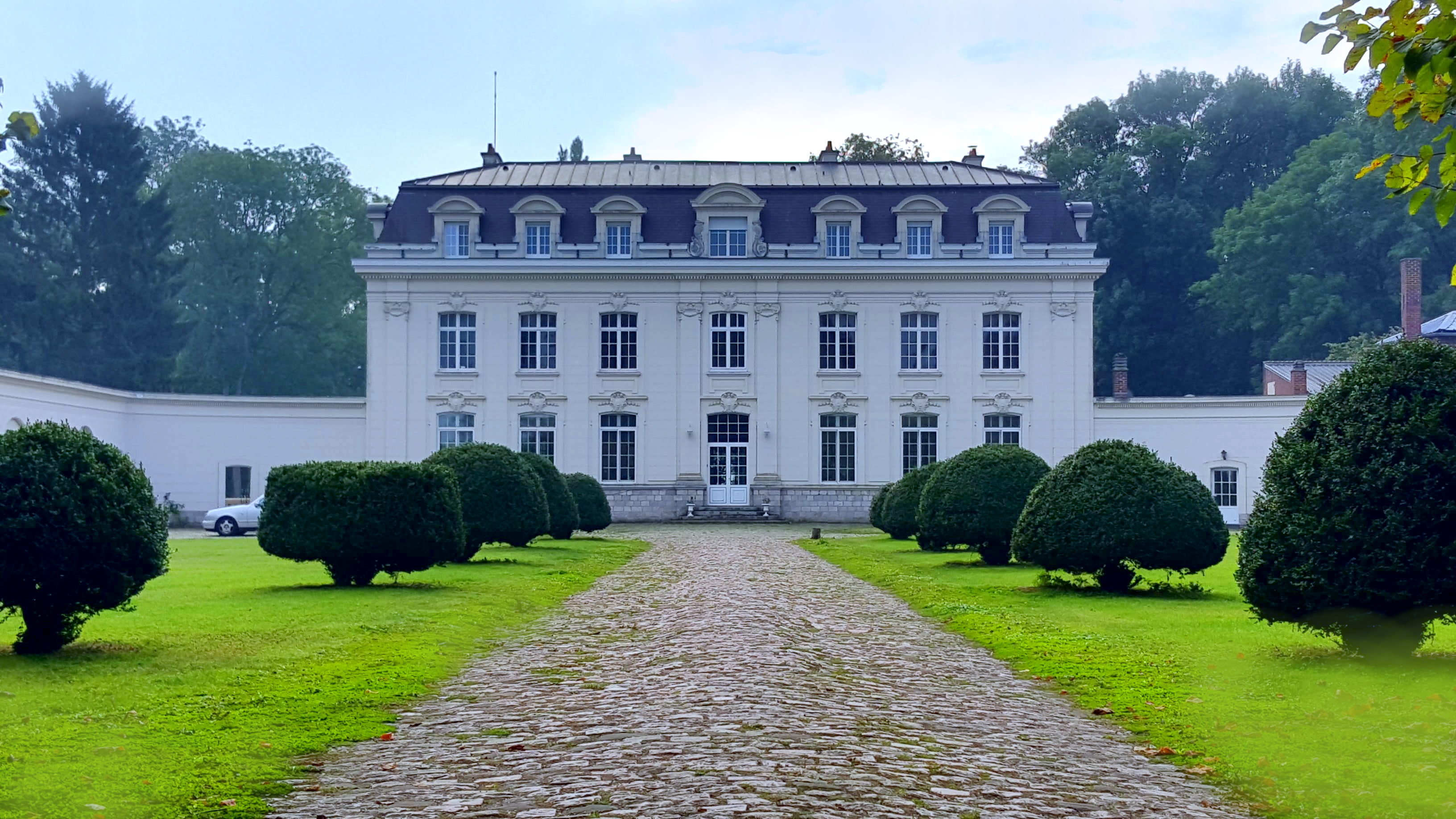
Le château.
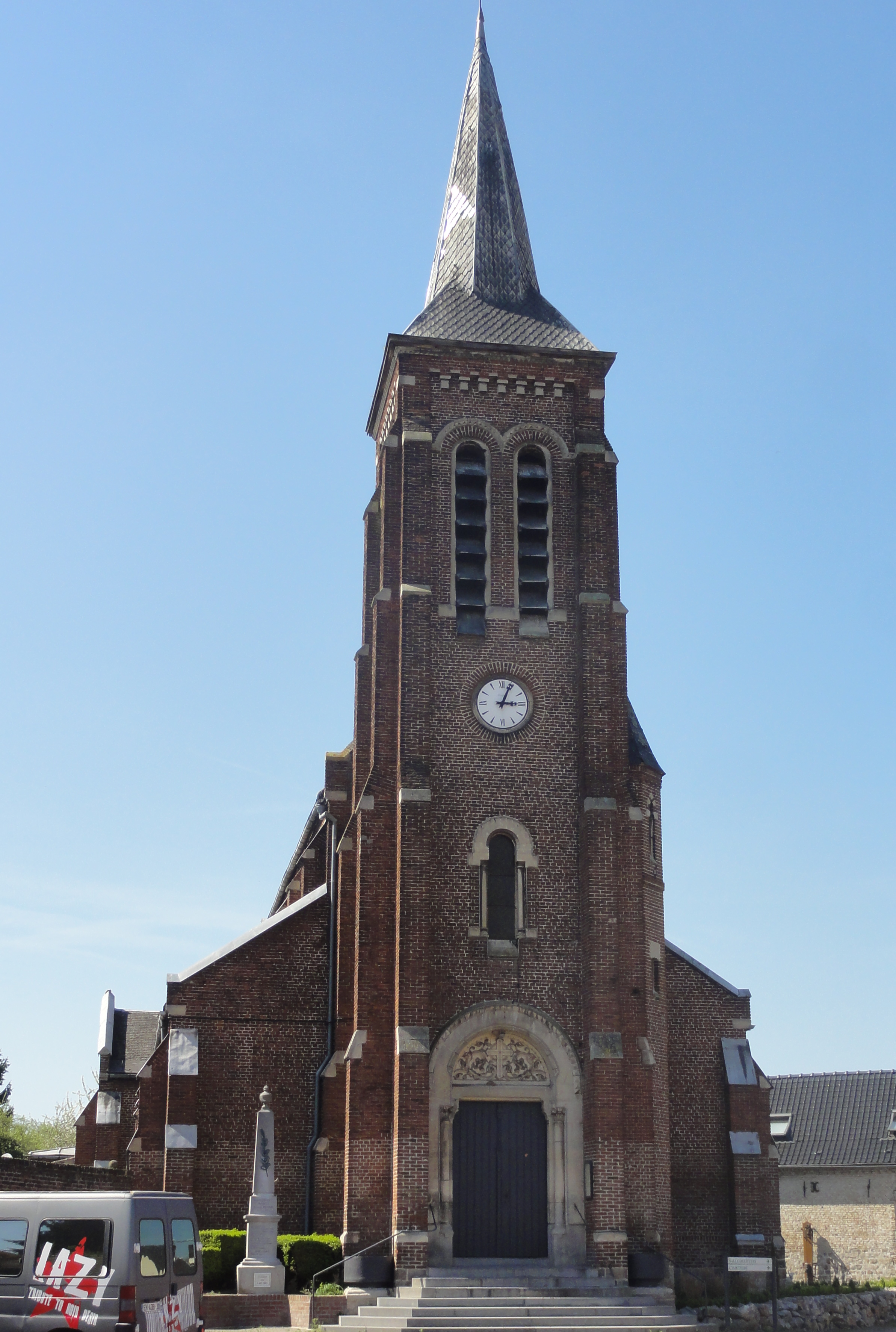
L'église Saint-Amand.
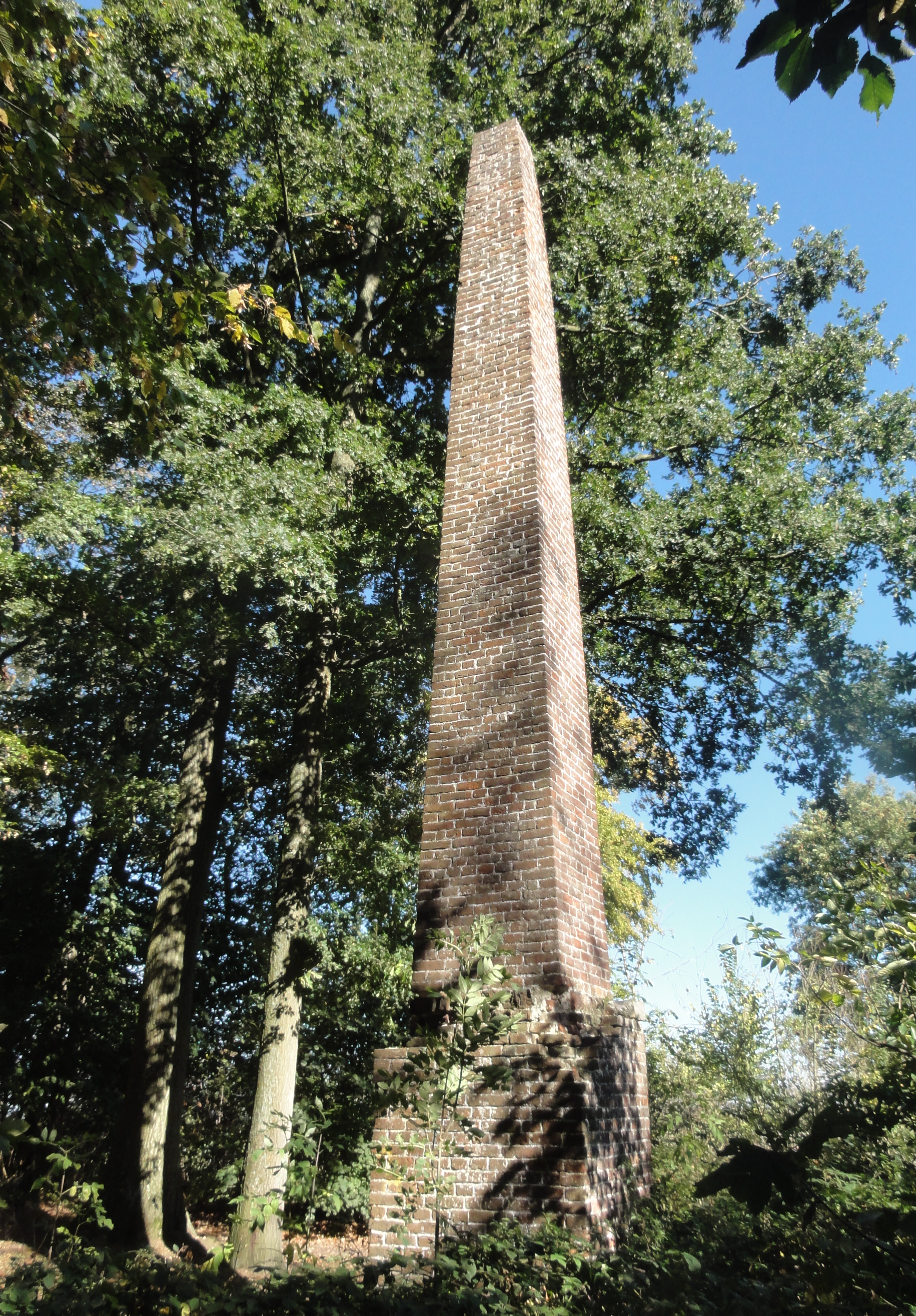
L'obélisque.
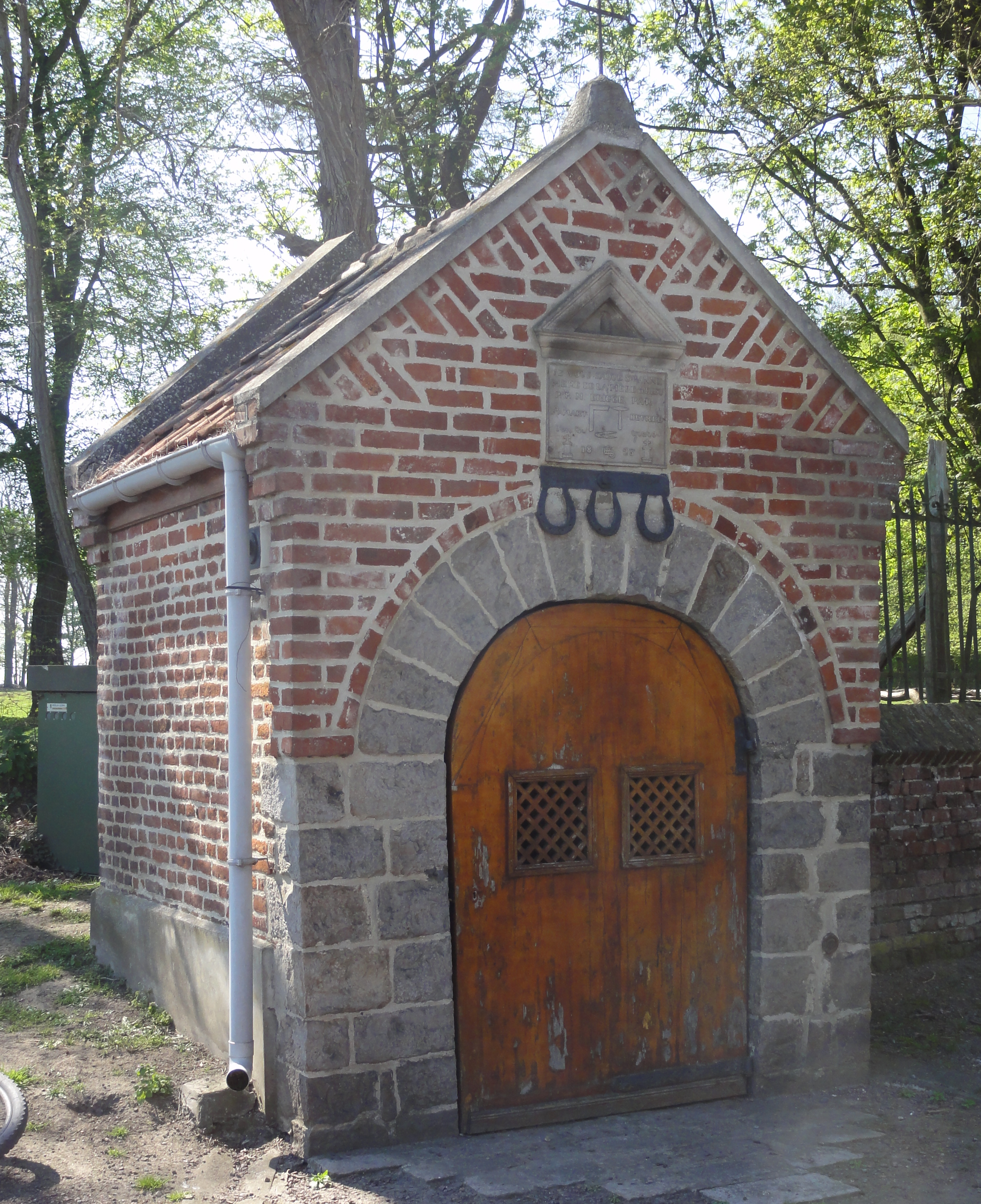
La chapelle Sainte-Anne.
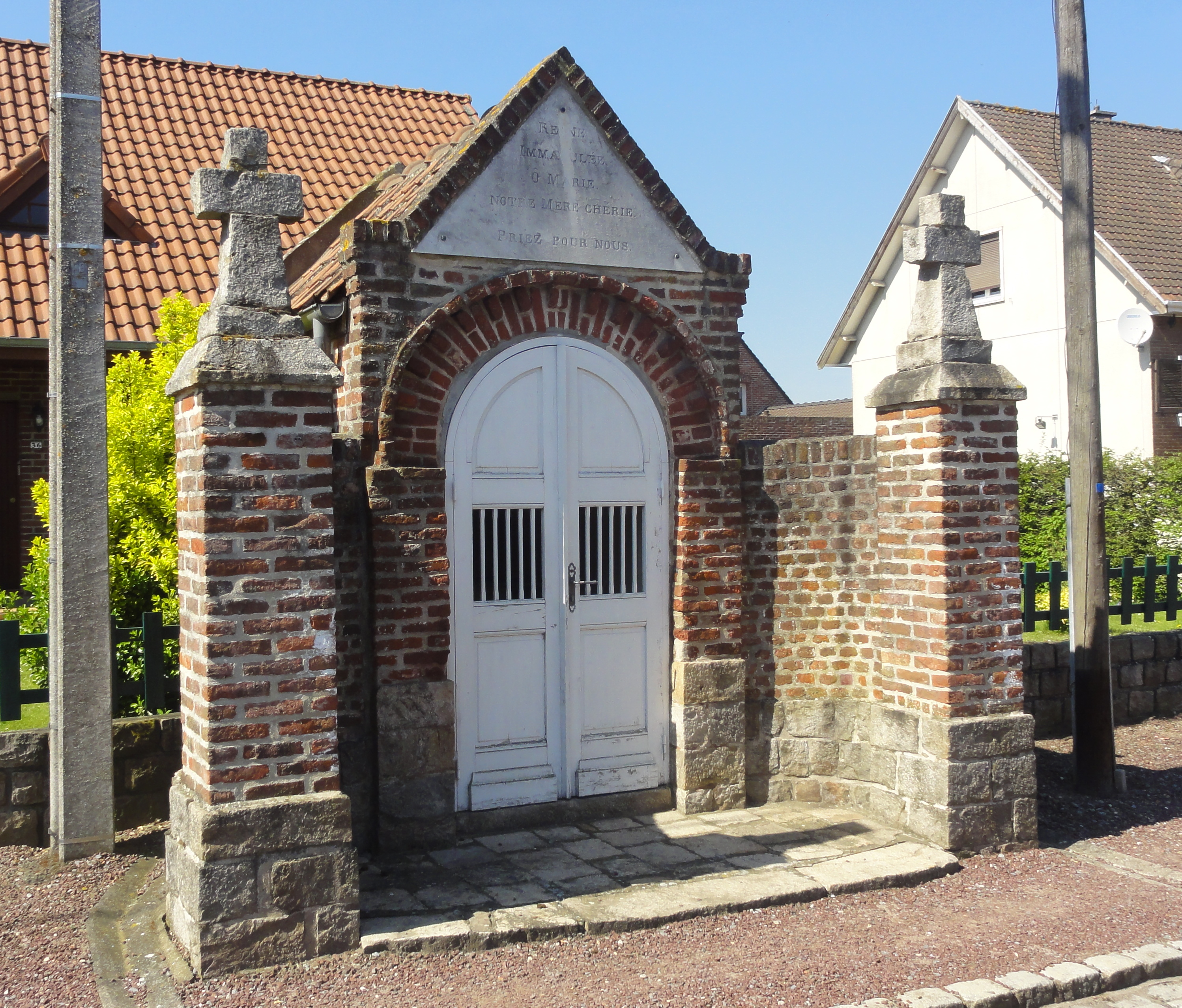
La chapelle de la Vierge-Immaculée.
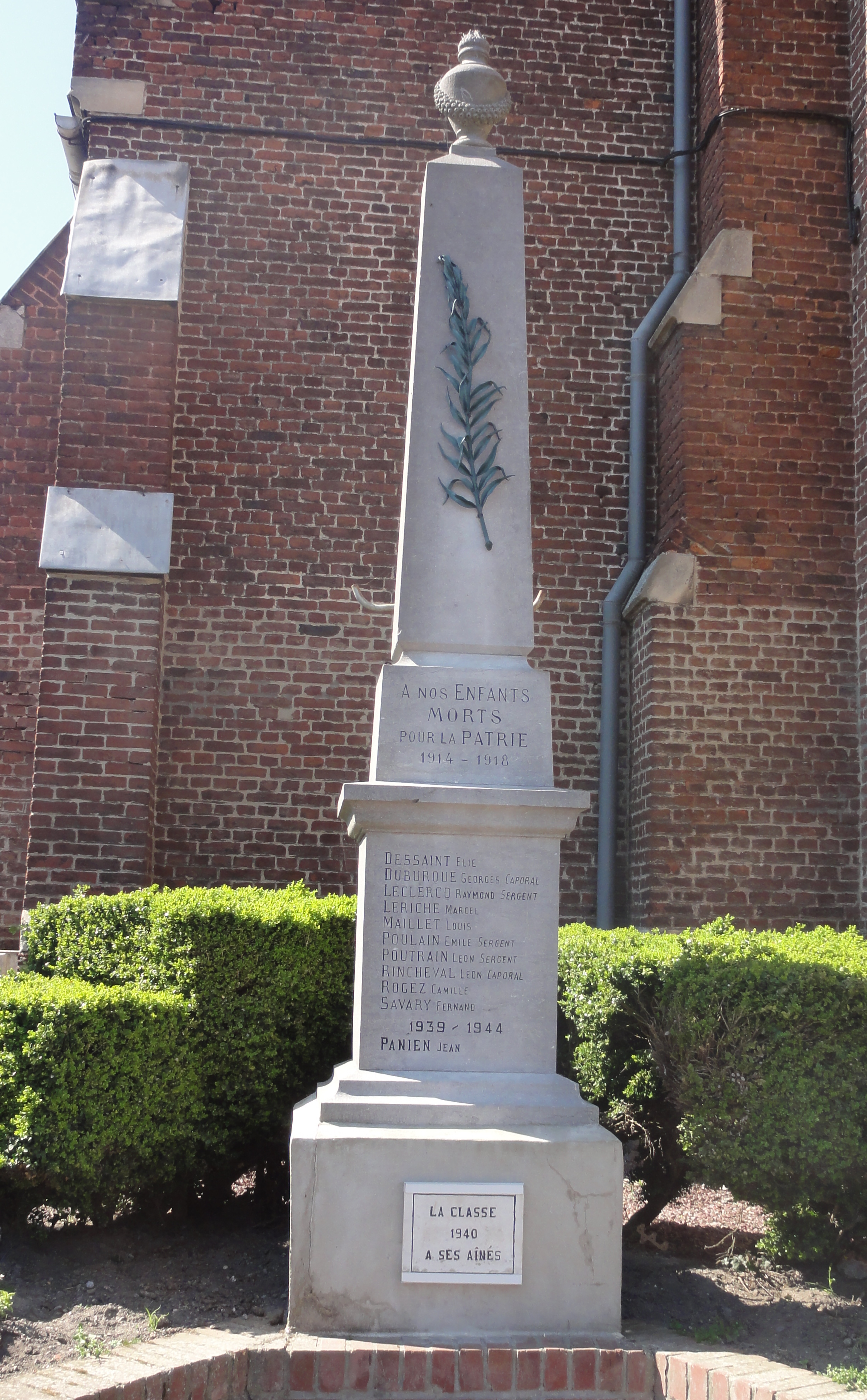
Le monument aux morts.
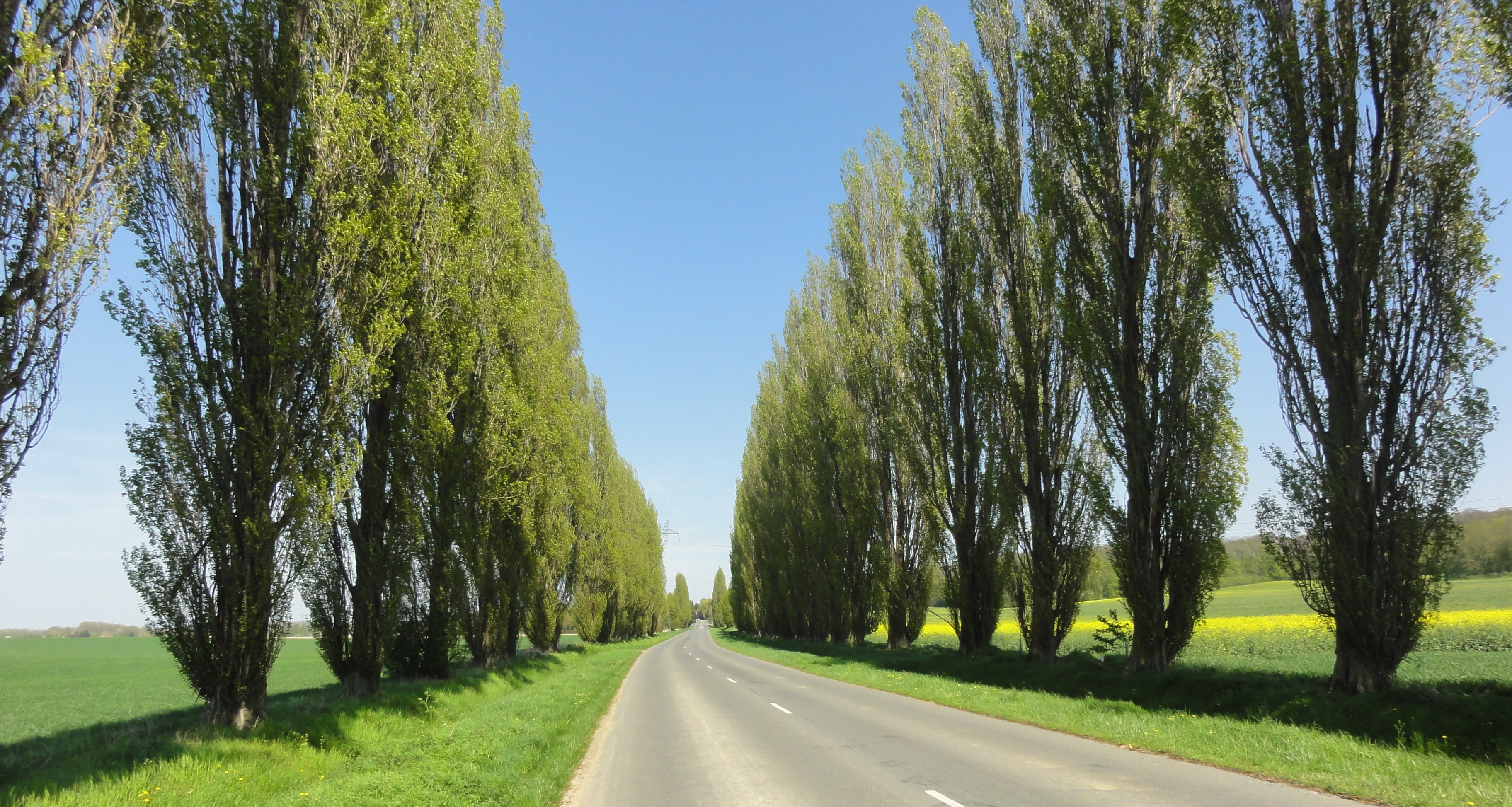
La rue Camille-Rogez.

### Loisir
- La commune dispose d'une salle pour le jeu du billon, et d'un terrain de tennis.
- Le sentier de grande randonnée 121 permet de découvrir à travers le domaine boisier rattaché au village l'obélisque danois, et la Tour du Comte d'Hespel située dans la forêt de Lewarde.

## Personnalités liées à la commune
- Pierre-Maurand-Valery-Joseph de Mègille

## Pour approfondir